# Estadio Municipal Romelio Martínez
El estadio Municipal Romelio Martínez es un escenario para la práctica del fútbol en Barranquilla, Colombia. Ubicado entre las calles 72 y 74 con carreras 44 y 46, fue construido en 1934 para albergar los Juegos Atléticos Nacionales de 1935, y remodelado y ampliado entre 2016 y 2018 para acoger los XXIII Juegos Centroamericanos y del Caribe. Tras la remodelación, quedó con una capacidad de 8600 espectadores. El diseño arquitectónico de su tribuna norte corresponde al estilo art déco. El escenario lleva el nombre de un destacado atleta barranquillero de las décadas de 1930 y 1940.
Hasta la inauguración del estadio Metropolitano en 1986, el Municipal era el principal escenario deportivo de la ciudad. En la actualidad es la sede del equipo Barranquilla Fútbol Club que juega en la Segunda División. En él han jugado los equipos Atlético Junior, Deportivo Barranquilla, Libertad de Barranquilla, Sporting de Barranquilla y Deportivo Unicosta en la Categoría Primera A. En su costado oriental se encuentra una feria artesanal permanente.
El América de Cali jugó de local ante Atlético Mineiro por la fase de Grupos de la Copa Libertadores 2021.
El estadio es considerado una de las cunas del fútbol colombiano, fue propuesto como Monumento Nacional de Colombia por la resolución 51 del 26 de octubre de 1994 y fue declarado como tal mediante el decreto 1802 del 19 de octubre de 1995.

## Historia
El proyecto fue concebido en 1932 con motivo de los Juegos Atléticos Nacionales de 1935 que se realizaron en Barranquilla y fue construido en el terreno que ocupaba el estadio Juana de Arco. Se terminó de construir a fines de 1934, siendo inaugurado el 20 de diciembre de ese año con el nombre de estadio Municipal. Su capacidad inicial era de 10.000 espectadores. La gradería original es de estilo art déco.Antes de su construcción, en la ciudad se utilizaba el estadio Moderno para la práctica del fútbol.
El estadio Municipal fue sede de los V Juegos Centroamericanos y del Caribe realizados en 1946, en los cuales Colombia fue campeón de fútbol en forma invicta, ganando los 6 partidos que disputó bajo la dirección técnica del peruano José Arana Cruz.
Desde la llegada del fútbol profesional a Barranquilla en 1948 se hizo evidente la necesidad de un escenario deportivo que pudiera albergar a los hinchas de fútbol, en particular a los del Atlético Junior que en ocasiones rebasaban la capacidad del Municipal, obligándose a hacer largas filas a la entrada desde las primeras horas del día.

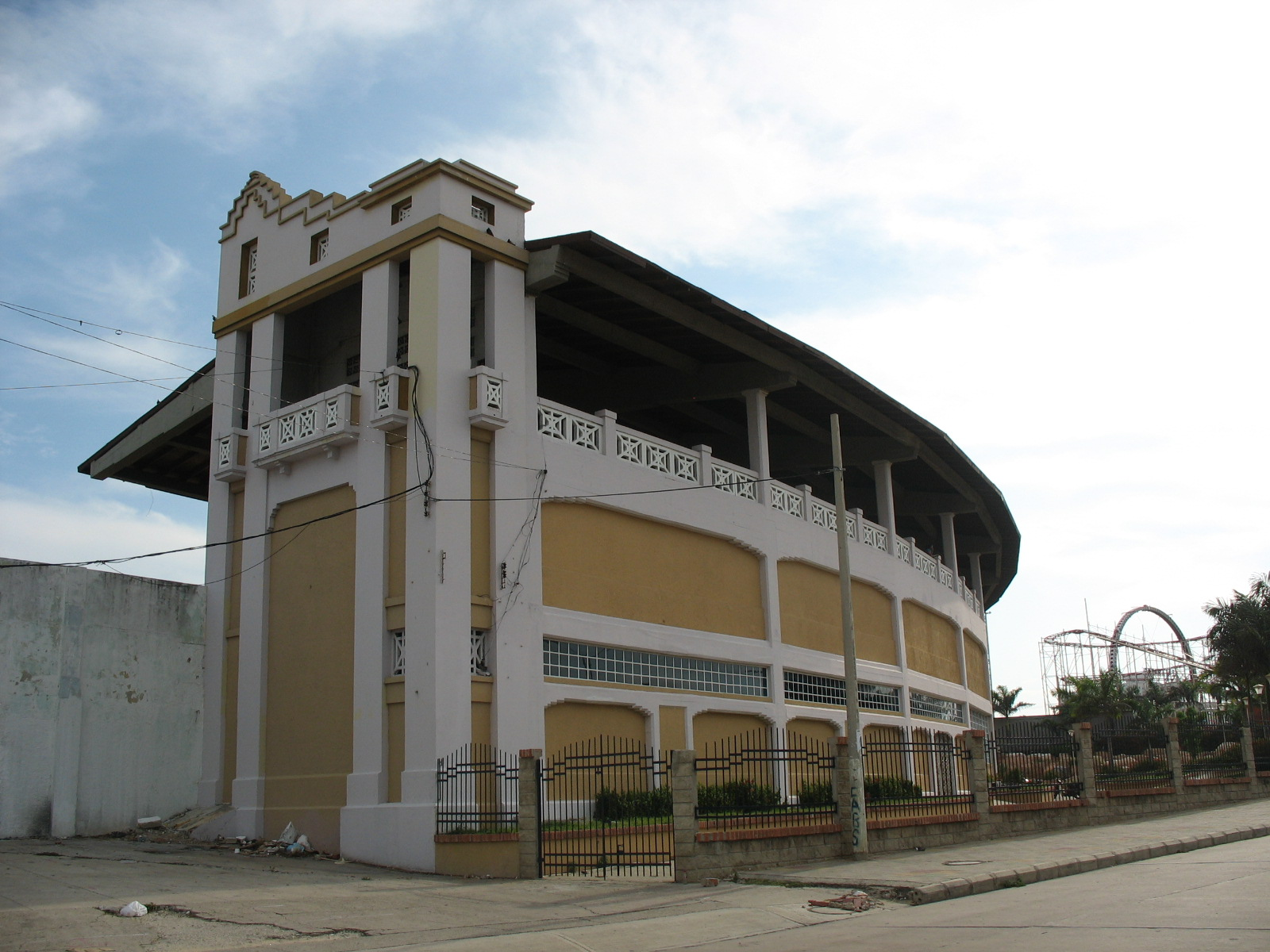
Fachada estilo art déco del estadio Municipal.

El escenario también albergó la resurrección de los Juegos Bolivarianos en la edición 1961 y a principios de la década de 1970 se proyectó la ampliación del estadio Municipal con la construcción de nuevas graderías para el escenario deportivo. Sin embargo, un error arquitectónico obligaba a reducir la calle 72 (aledaña al estadio) para poder concluir las obras. Después de algún tiempo se decidió demoler la tribuna nueva aún inconclusa en medio de fuertes críticas, por esta razón la prensa local la llamó la "tribuna de la vergüenza". Después de este incidente y con motivo de la realización del fallido Mundial de 1986, se decidió construir el estadio Metropolitano, inaugurado en 1986.

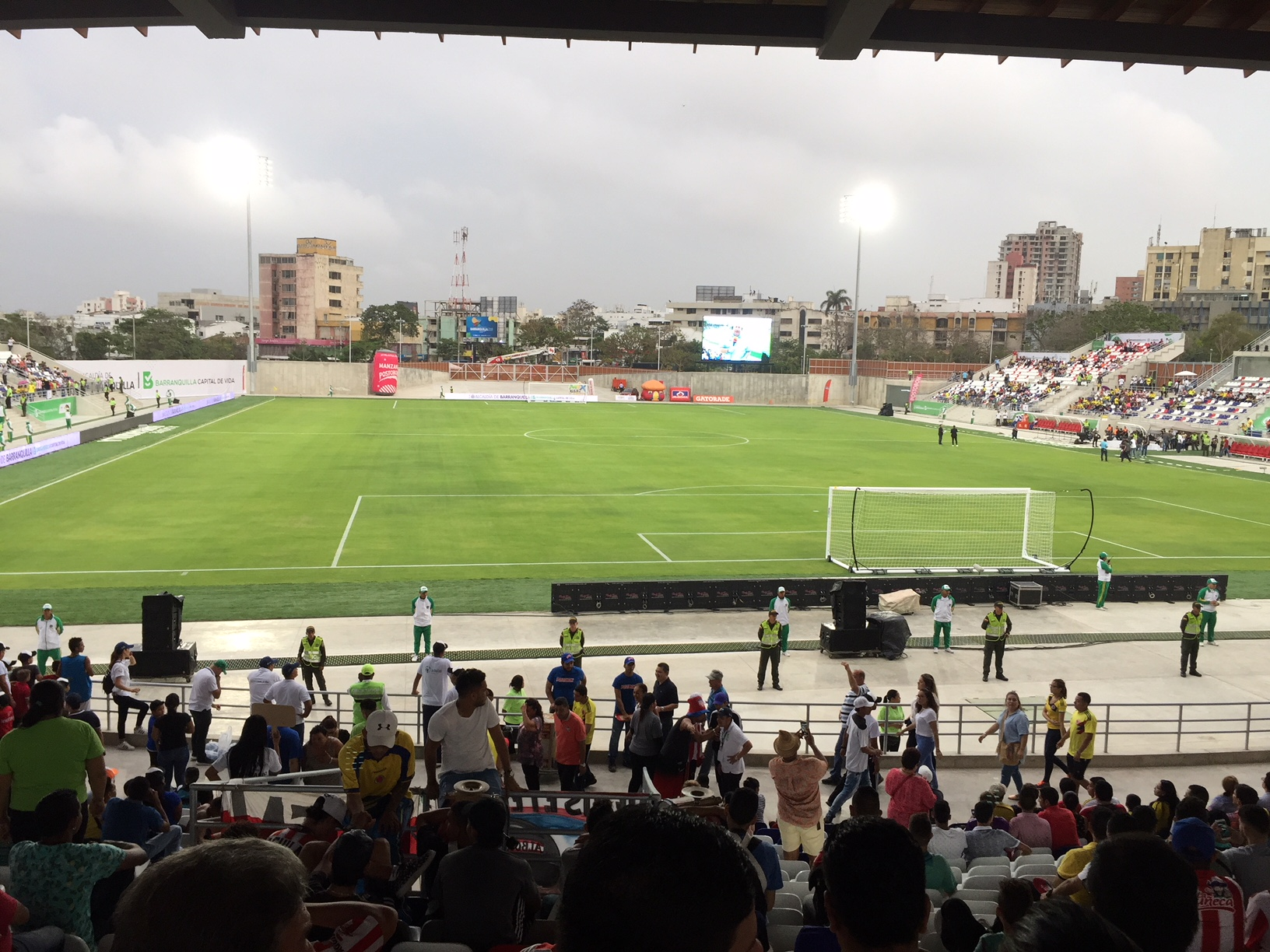
Cancha del estadio Municipal.

A pesar de su escasa capacidad, el estadio fue la sede donde jugó como local la Selección Colombia en la eliminatoria al Mundial Inglaterra 1966. Además, Junior ganó allí sus primeros dos títulos profesionales en 1977 y 1980, disputó la Copa Libertadores de América de 1971, 1978, 1981 y 1984, y ha jugado algunos partidos por Primera A en las temporadas 2010 y 2018.  En él también jugaron de local en el campeonato profesional de fútbol de Colombia los equipos: Deportivo Barranquilla, Sporting de Barranquilla, Libertad de Barranquilla y Deportivo Unicosta. En la actualidad alberga los partidos de local del equipo Barranquilla Fútbol Club que juega en la segunda división.
En el estadio también se realizan diversos eventos como conciertos musicales y eventos del carnaval de Barranquilla como la Coronación de la Reina, la Lectura del Bando, el Festival de Orquestas, el Festival de la Cerveza, presentación de las comparsas concursantes, entre otros.

## Remodelación
El proyecto de remodelación del escenario surgió en 2014 gracias a la obtención por parte de Barranquilla de la sede de los XXIII Juegos Centroamericanos y del Caribe de 2018. En 2016 fueron demolidas las tribunas sur y norte, posteriormente se construyeron las tribunas oriental y occidental y se mantuvo la antigua tribuna de sombra, de estilo art déco y construida en 1961, por ser monumento nacional; solo se reforzó para cumplir con las normas sismorresistentes. Las tribunas fueron dotadas de silletería numerada con capacidad fija para 8600 espectadores. El escenario cuenta con un sistema de iluminación de 1500 luxes.
A la cancha se le dio orientación norte-sur (la anterior era en sentido oriente-occidente) por exigencia de organismos internacionales como la Odecabe y la FIFA, y cuenta con un gramado natural tipo Bermuda 419, que es el exigido por la FIFA. 
El estadio contará con el Museo del Deporte, en el cual se rendirá homenaje a deportistas colombianos de diferentes disciplinas, periodistas reconocidos, dirigentes deportivos y momentos históricos del deporte nacional.
El nuevo estadio costó $48.000 millones, de los cuales $110.000 millones fueron aportados por Coldeportes. El diseño de la remodelación estuvo a cargo del arquitecto Giancarlo Mazzanti.

## Reinauguración

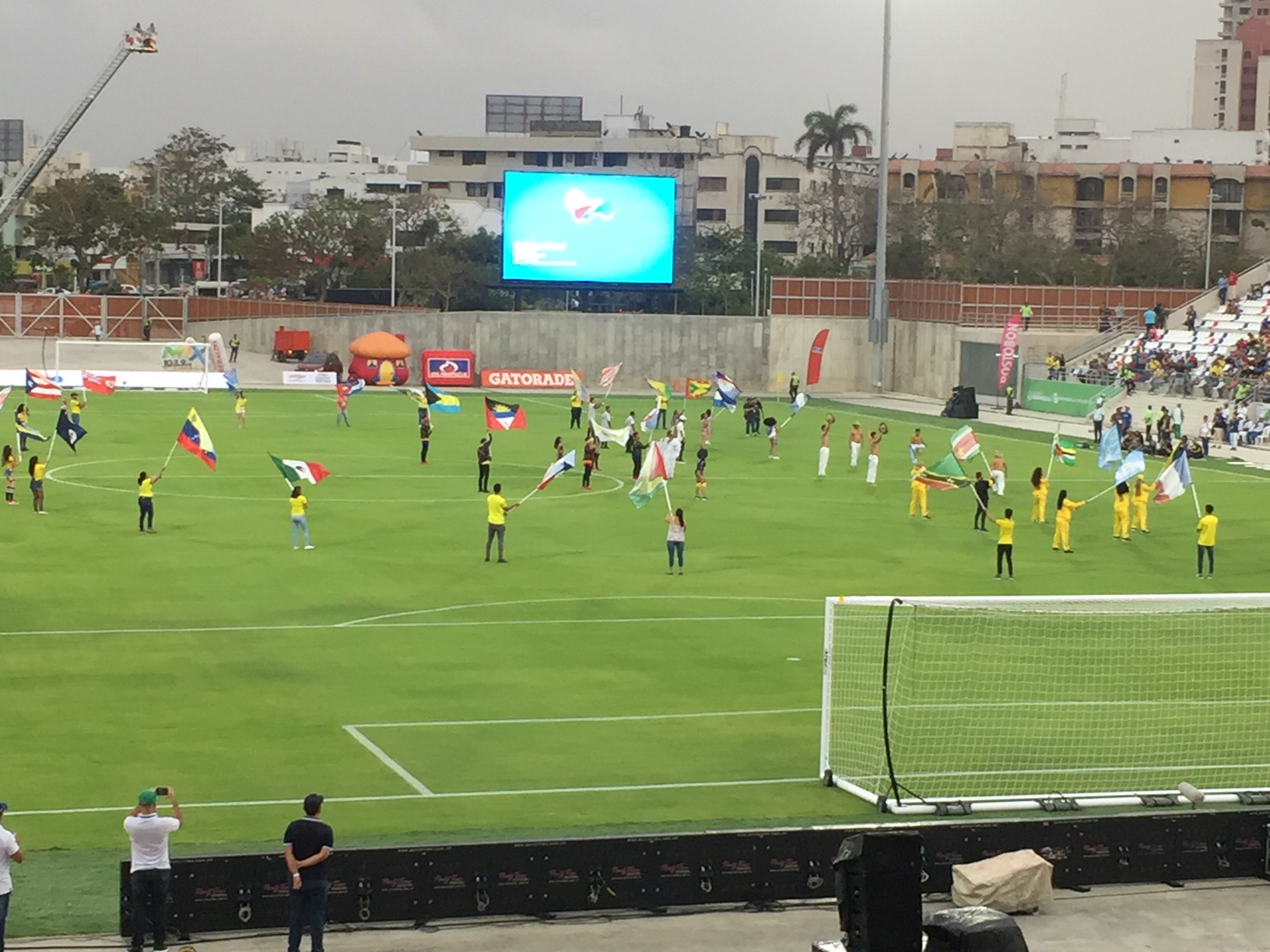
Aspecto de la reinauguración del estadio Municipal.

El 28 de abril de 2018 se celebró la ceremonia de reinauguración del escenario, la cual incluyó un partido entre jugadores de la Selección Colombia que participaron en los Mundiales de 1990, 1994 y 1998, y el equipo de la Fundación Scholas del papa Francisco, que resultó victorioso por marcador de 5-3. El combinado colombiano estuvo conformado por Carlos Valderrama, René Higuita, Adolfo Valencia, Jorge Bolaño, Luis Carlos Perea, Didí Valderrama, Faustino Asprilla, Ever Palacios, Óscar Córdoba, Jorge Bermúdez, Mauricio Serna, Iván Valenciano, Wilson Pérez, Víctor Pacheco, Orlando Ballesteros, Harold Lozano, entre otros. Por el equipo de Scholas actuaron exfutbolistas internacionales como Hristo Stoichkov, Álvaro Recoba, Nuno Gomes, Fernando Cavenaghi, Diego Placente, Mauro Silva y Javier Ferreira. El equipo colombiano estuvo dirigido por el exjugador y técnico del Junior Julio Avelino Comesaña, y Scholas por Bora Milutinovic. Por Scholas anotaron Fernando Cavenaghi en dos oportunidades, Álvaro Recoba, Nuno Gomes e Iván Alonso; los goles colombianos fueron de Valderrama (de pena máxima), y dos del delantero Orlando Ballesteros. El juez del encuentro fue el exárbitro FIFA barranquillero Jesús Díaz.
El acto incluyó un reconocimiento a las glorias del Junior y un espectáculo de juegos pirotécnicos al final.

## Características

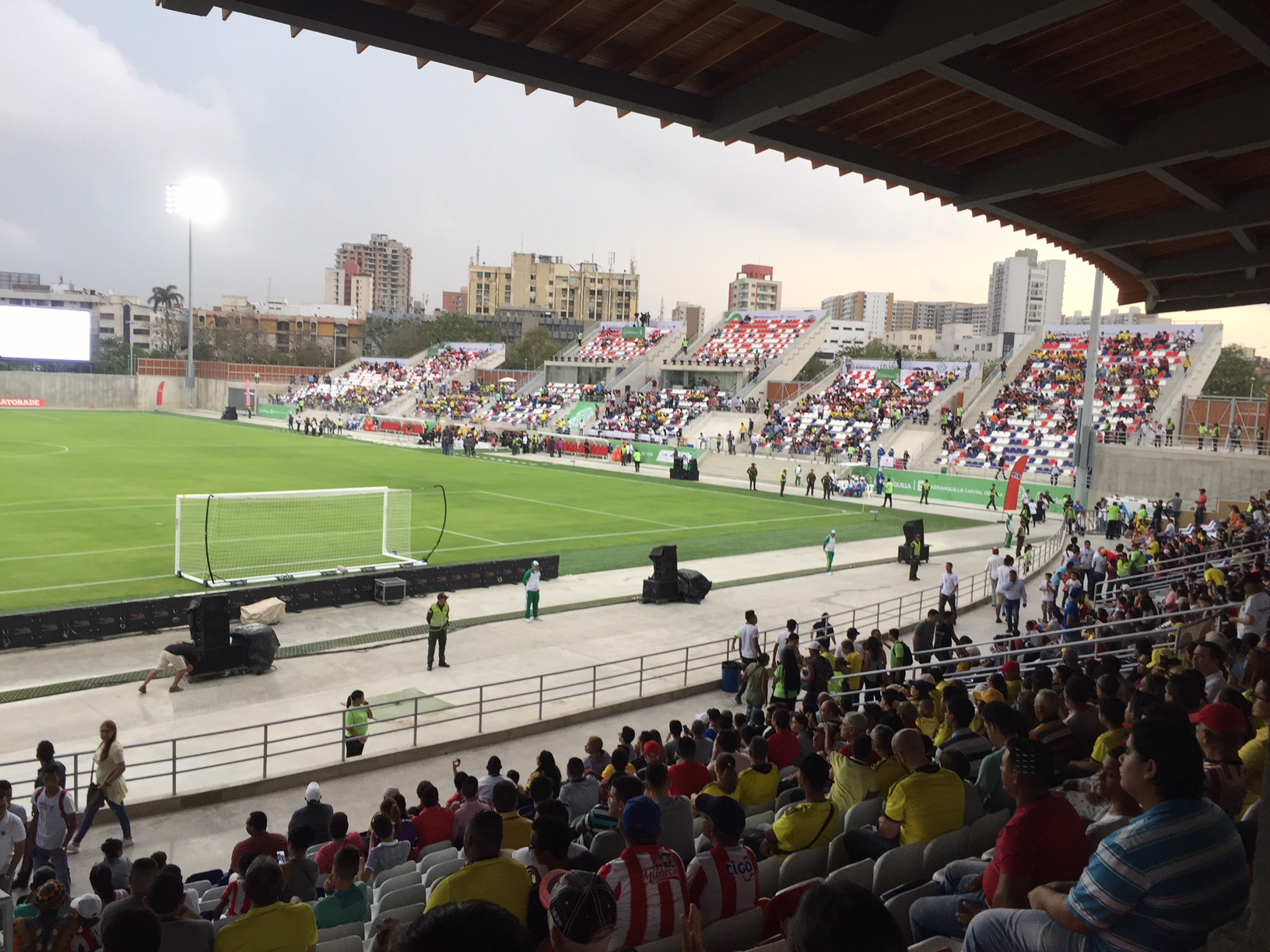
Gradería occidental.

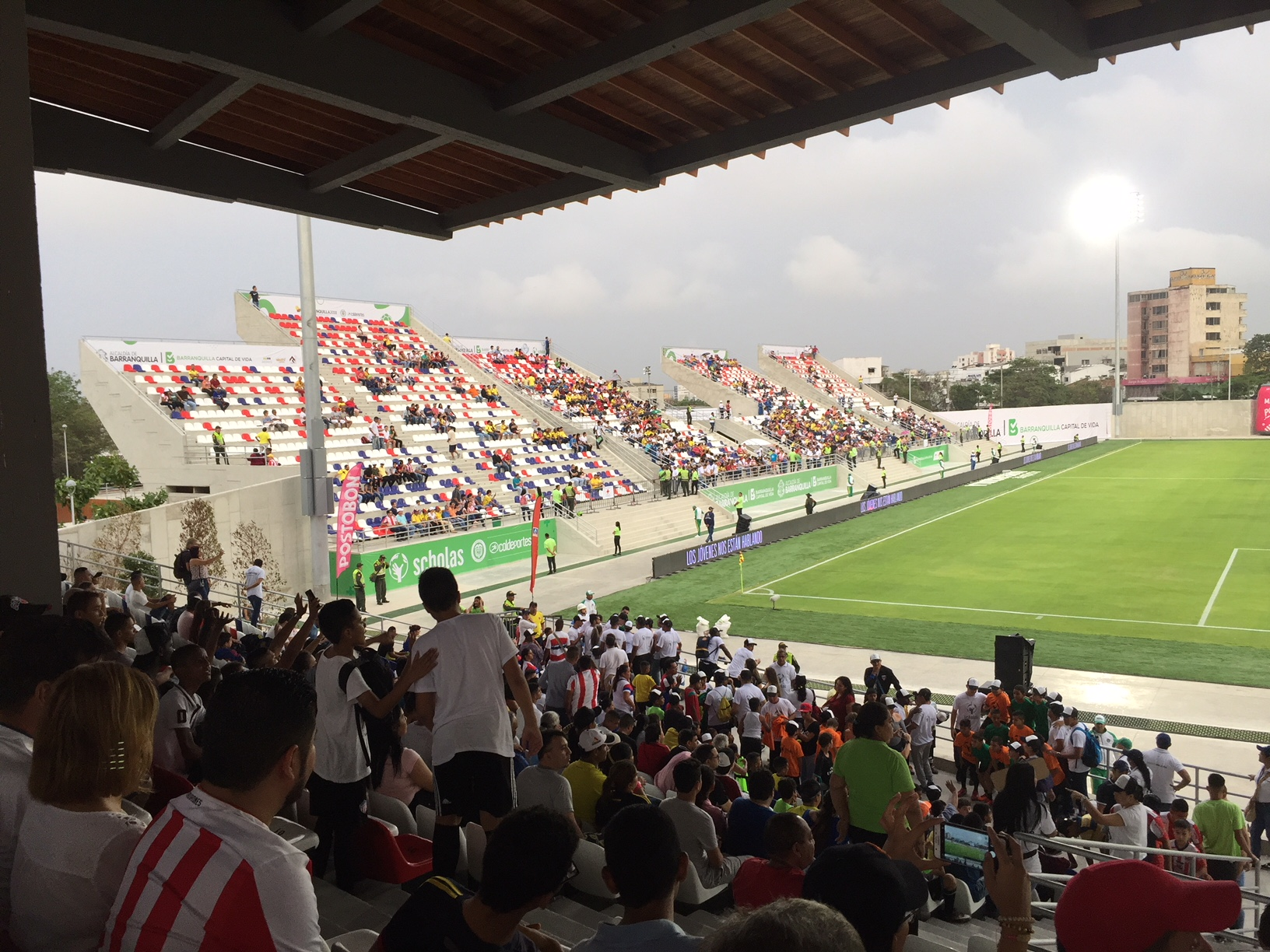
Gradería oriental.

De conformidad con los reglamentos de la FIFA, las dimensiones de la cancha son 105 x 70 m. El escenario cuenta con silletería numerada con capacidad para 8600 personas, más 2400 en una tribuna móvil que se instalará en el costado sur cuando sea necesaria, para un total de 11.000 espectadores. El aforo de las tres tribunas fijas es: 
- Occidental: 2500 personas.
- Oriental: 2612 personas (da sobre la calle 72).
- Norte: 3464 personas (ubicada del lado de la carrera 46).